# 이즈미 주리
이즈미 주리(일본어: 泉 珠里 いずみ じゅり[*])는 일본의 가수이다. 지바현 마쓰도시 출신이다.